# Heinrich Cotta
Pour les articles homonymes, voir Cotta.
 (avril 2020).
Le contenu est difficilement compréhensible vu les erreurs de traduction, qui sont peut-être dues à l'utilisation d'un logiciel de traduction automatique.
Johann Heinrich Cotta (30 octobre 1763 à Zillbach - 25 octobre 1844 à Tharandt) est un scientifique allemand, spécialiste de sylviculture dont il fut l'un des fondateurs, et y gagna une renommée internationale.

## Vie et œuvre
Johann Heinrich Cotta est né dans la maison forestière « Kleine Zillbach » près de Wasungen (dans la montagne de la Rhön, en Thuringe). Il fut éduqué par son père, forestier princier de Weimar à partir de 1778 et libéré en 1780 comme « jeune chasseur ».
En 1784-1785, il fait des études de mathématiques, sciences naturelles et caméralisme à l’université d'Iéna et se consacre ensuite à des travaux de topographie. Dans ce contexte, il commence, dès 1786, avec son père, à enseigner le génie forestier. En 1789, Cotta devient « coureur de forêt » ducal de Weimar.
Le 12 mai 1795, Cotta épouse Christiane Ortmann, son amie depuis longtemps, appelée Christel. Ses deux fils aînés  Friedrich Wilhelm von Cotta (de) (1796-1872) et Friedrich August von Cotta (1799-1860) adoptent également des carrières forestières. Son quatrième fils, Karl Eduard Cotta (1803-1872) devient juriste, son dernier enfant, Carl Bernhard von Cotta, un géologue renommé. Son fils Carl Emil, né en 1801, et sa fille Mathilda, née en 1806, meurent peu après leur naissance.
L’année de son mariage, en 1795, Heinrich Cotta gagne comme forestier la position de son père à Zillbach, où le grand-duc de Sachsen-Weimar-Eisenach, Carl August, met à sa disposition pour son enseignement forestier, le château de chasse et le jardin. Il en résulte la création d'un établissement privé d’enseignement forestier dont la renommée se répand vite et établit Cotta comme un excellent professeur. Parmi ses élèves on peut citer Gottlob König (de) et August Adolph, baron de Berlepsch (de). En 1801, Cotta est nommé membre du Collège forestier à Eisenach mais continue de travailler principalement à Zillbach.
À partir de 1809, il est en contact avec l’administration royale saxonne sous Friedric-Auguste Ier, qui cherche un nouveau directeur pour son Institut de chaînage forestier. Après quelques négociations, Cotta finit par être assermenté comme conseiller forestier et directeur du chaînage forestier et de la taxation, le 12 décembre 1810 à Dresde. Il avait demandé le droit de choisir librement sa résidence et de continuer à dispenser son enseignement. Il se décide pour la petite ville de Tharandt. Il y emménage avec son établissement d’enseignement forestier de Zillbach, au printemps de l’année 1811. En 1816, l'établissement est promu Académie forestière royale saxonne (aujourd’hui UFR Sciences forestières de l’université technique de Dresde). Elle a bientôt un bon nombre d’étudiants étrangers, c'est-à-dire, à l’époque, tous les non-Saxons. Parmi les 1 030 d'étudiants des années 1816 à 1844, 472 (46 %) étaient des non-Saxons. 371 (36 %) venaient d'autres États allemands, les 101 restants (10 %) étaient des étrangers proprement dits, venant surtout de Russie, de Suisse, d'Autriche et d'Espagne. Parmi ses élèves on peut citer Agustin Pascual González (es). Ainsi Cotta influença les sciences forestières dans le monde entier. Les étudiants russes aimaient particulièrement fréquenter l’Académie forestière aussi le tsar Nicolas Ier lui conférera en 1841 un ordre russe important, en reconnaissance de ses efforts en faveur des Russes.
Cotta était connu et estimé bien au-delà des cercles forestiers proprement dits et il fréquenta maintes célébrités de son temps. Ainsi Johann Wolfgang von Goethe lui rendait visite déjà en 1813 à Tharandt. En 1819 et 1822 Cotta se rendit chez Goethe à Weimar. Les sujets de conversation lors de ces visites portaient surtout, outre les questions forestières, sur la géologie et les fossiles. Car Cotta, qui pendant toute sa vie avait été un collectionneur fervent, possédait une célèbre « collection de pétrifications » minéralogique-géologique qui constituait une des collections les plus importantes de l’époque. Cette collection attirait aussi d’autres scientifiques à Tharandt, dont Alexander von Humboldt en 1830, qui, après la mort de Cotta, imposa que cette collection soit achetée pour le « Cabinet de Berlin » (« Berliner Kabinett ») pour la somme de 3 000 thaler. Cette partie de la collection à elle seule comprend environ 5 000 fossiles végétaux et animaux. Aujourd’hui on en conserve des pièces de collection au Museum für Naturkunde (musée d’histoire naturelle) de l’université Humboldt à Berlin (Institut de paléontologie), au Museum für Naturkunde à Chemnitz, à l’académie minière à Freiberg, aux collections d’État d’histoire naturelle à Dresde et au British Museum d’histoire naturelle à Londres.
Pendant ses années plus mûres, Cotta donna aussi des conférences pour des publics non-forestiers, comme par exemple en 1829 à la « Société de botanique et d’horticulture Flora » à Dresde. Cotta était directeur de la branche forestière de la « Flora » et plus tard son membre d’honneur.
À l’occasion de son 80e anniversaire, ses étudiants plantèrent 80 chênes dans la forêt de Tharandt ; une année plus tard, le 25 octobre 1844, Johann Heinrich Cotta mourut et fut enterré à cet endroit. Le baron de Berlepsch tint l’oraison funèbre, il dirigea aussi l’académie pour un bref intérim, jusqu’à ce qu’on eut trouvé, en octobre 1845, en Carl Heinrich Edmund von Berg (de), un successeur pour Cotta.

## Cotta, partisan bourgeois
Souvent, même dans des cercles forestiers, on présume que Johann Heinrich Cotta aurait été anobli ou qu’il aurait porté un titre de noblesse. Ceci est faux, comme son biographe, Albert Richter (de), l’a déjà montré en 1950 (toutes les citations suivantes de celui-ci). La famille Cotta aurait donc encore eu en sa possession, jusqu’à l’incendie d’Ilmenau en 1752, la lettre originale de noblesse signée par l’empereur Sigismund en 1420, mais n’en aurait plus fait usage. La famille était divisée en une branche sud-allemande et une de Thuringe-Saxe. Mais d’après des recherches ultérieures, il n’y aurait pas eu de relations parentales de facto entre les deux lignées Cotta. À l’époque, on croyait pourtant à une descendance commune de  Bonaventura Cotta (de).
Devant cet état de fait, le célèbre libraire et éditeur Johann Friedrich Cotta aurait, d’après une note de Wilhelm von Cotta, demandé à Heinrich Cotta, en 1817, d’entreprendre des démarches communes afin de faire rétablir leur titre de noblesse. Mais ce dernier par ses convictions démocratiques et bien consciemment bourgeoises, déclina l'offre. Il avait déjà cessé le retour vers la noblesse, tenté par son père en 1796, et il n’utilisait non plus le sceau des Cotta, mais un sceau anonyme. Wilhelm von Cotta décrivit l’attitude de son père, en 1860, en ces mots :
« Mon père, qui avait subi assez souvent des détriments désobligeants de la part de nobles, mais qui avait également gagné une excellente renommée par ses mérites et qui avait atteint une position où il croyait pouvoir se passer de la nobilité, refusait, parce qu’il pensait que ses fils pourraient se qualifier pour ne plus avoir besoin d’un renouvellement de leur nobilité, et parce qu’il ne s’estimait pas assez aisé pour entreprendre une telle démarche, et parce que de toute façon il vivait dans l’espoir que les privilèges des nobles tiraient vers leur fin. »
Cette attitude non seulement gêna considérablement sa promotion professionnelle, mais amena également la fin, en 1817, du caractère noble d'une partie de la lignée sud-allemande, puis le terme de la baronnie en 1822. L'autre partie renouvela sa nobilité en 1859. Après la mort de Heinrich Cotta, le titre de noblesse fut conféré de nouveau à ses trois fils Wilhelm, August et Bernhard, sur leur demande – ce qui ne manqua pas de produire maintes critiques dans des journaux forestiers.
Heinrich Cotta est le fondateur de la sylviculture moderne et durable ainsi que de la science forestière. Il acheva la transition entre la « production de bois » et la « sylviculture » en tant que « science et art holistiques intégrés ». Ce fut Cotta le premier à employer le terme « sylviculture », notamment dans son ouvrage le plus célèbre « Instruction à la sylviculture » (1817). Dans la préface de la première édition, il explique la nécessité de la nouvelle discipline des « sciences forestières » : « Si les gens quittaient l’Allemagne, celle-ci serait, après cent ans, complètement recouverte de bois. Comme alors personne ne l’utiliserait, il engraisserait le sol et les forêts ne deviendraient pas seulement plus grandes, mais aussi plus fertiles. Mais si les gens revenaient plus tard et s’ils étaient aussi exigeants qu'avant en ce qui concerne bois, litière de feuilles et pâturage, alors les forêts, même avec la meilleure science forestière, ne deviendraient pas seulement plus petites, mais aussi moins fertiles. Les forêts se forment et se maintiennent le mieux là où il n’y a point d’hommes et par conséquent pas de forestier ; et ceux qui ont donc parfaitement raison qui disent : autrefois on n’avait pas de sciences forestières et assez de bois, maintenant nous avons la science mais pas de bois. Mais on peut aussi dire, avec la même bonne justification : sont en meilleure santé les gens qui n’ont pas besoin de médecin que ceux qui en ont besoin, sans qu’il s’ensuive que les maladies seraient la faute des médecins. Il n’y aurait pas de médecins s’il n’y avait pas de maladies et pas de sciences forestières sans pénurie de bois. Cette science est alors un enfant du manque et elle est donc son compagnon usuel. »
Dans son « Instruction à la sylviculture » Cotta introduisit également la notion de « Mittelwald » (forêt moyenne) et fit la distinction, pour la première fois, entre forêt basse, moyenne et haute. De plus, il y explicitait les soins du peuplement forestier, comme l’éclaircissage – en toute opposition à son contemporain Georg Ludwig Hartig, qui le comprenait surtout comme « enterrement de morts ». Cotta demandait d’éclaircir modestement, et de notre vue actuelle d’une façon presque timide, mais il se prononçait déjà pour des purifications, ce qui à l’époque était inouï, l’éclaircissage étant une mesure de soins qui ne couvre pas les coûts.
Dans ses œuvres, Cotta traitait pratiquement de tous les domaines de la science forestière. À côté de la sylviculture, l’établissement de forêts était un de ses objectifs principaux. Après qu’il a déménagé à Tharandt en 1811, il a chaîné et mesuré en peu de temps les vastes forêts de la Saxe et il a dressé des plans d’établissement de forêts. À cette occasion, il établit pour l’organisation territoriale de la forêt le dit « lotissement du terrain ». Il explicita ses idées sur ce point dans son livre « Esquisse d’instruction pour le chaînage, l’estimation et la division des forêts » (Abriß einer Anweisung zur Vermessung, Beschreibung, Schätzung und forstwirtschaftlichen Einteilung der Waldungen, 1815). En même temps, Cotta établit des tables de rentabilité. Ses « Tables à l’emploi des sylviculteurs et des estimateurs forestiers » (Hilfstafeln für Forstwirte und Forsttaxatoren, 1821), mais aussi les « Tables pour la détermination du contenu et de la valeur des bois non travaillés » (Tafeln zur Bestimmung des Inhalts und Wertes unverarbeiteter Hölzer 1816) devinrent des instruments de travail pour l’industrie forestière tout entière et furent rééditées tout au long du XIXe siècle. Le calcul de la valeur des forêts l’occupait également beaucoup. En l’espace de seulement deux décennies, Cotta réussit à amener les forêts saxonnes, alors fortement sur le déclin vers une sylviculture ordonnée.
De plus, Cotta reconnut l’importance de la forêt au-delà de l’économie et il réserva près de Dresde une forêt plénière de libre service, surtout pour des raisons esthétiques. Dans la forêt de Tharandt, qu’il qualifiait d' « amphithéâtre vert », il aménagea un réseau de corridors et d’ailes. C'est pourquoi Cotta est un des premiers classiques et en même temps le premier classique forestier à se prononcer, même prudemment, pour l’établissement de peuplements forestiers mixtes. À son époque, on ne tolérait que des peuplements mixtes de chênes et de hêtres ou bien mixtes de hêtres et de bois feuillu précieux.
Cotta fut également un excellent maître d’apprentissage de sylviculture pendant 40 ans de sa vie où il enseigna. Il avait, à l’opposé de Hartig qui ne tolérait guère de contradiction, une nature douce et prête au compromis. Cela se manifesta dans des nuances beaucoup plus diverses dans ses écrits et son enseignement. De son côté, Hartig avait, par ses simples règles générales, un effet beaucoup plus immédiat sur la pratique forestière. En revanche, les pensées de Cotta bien plus diversifiées et plus difficiles à retracer, ne pénétrait que lentement la conscience forestière. D’une certaine manière, il se trouvait entre Hartig, avec ses règles générales souvent très rigides et Pfeil, qui exigeait déjà une spécialisation très forte de la sylviculture d’après les conditions du site.
Heinrich Cotta est souvent qualifié de forestier le plus important. De toute façon, il compte, par ses contributions essentielles au développement des sciences forestières, parmi les dits « classiques forestiers », au nombre desquels figurent également Georg Ludwig Hartig, Wilhelm Pfeil (de), Johann Christian Hundeshagen (de) et aussi ses disciples Carl Justus Heyer (de) et Gottlob König. Pour ses performances brillantes dans le domaine des sciences forestières la palme échoit à Heinrich Cotta.

## Œuvres (sélection)
- Systematische Anleitung zur Taxation der Waldungen (Orientations systématiques sur l'évaluation des forêts ou traité d'aménagement forestier), Berlin 1804

## Hommages
- 1836	Croix de commandant de l’ordre civil de mérite de la Saxe
- 1836 	Ordre de l’Aigle rouge IIIe classe
- 1836 	Croix de commandant de l’ordre privé du Faucon blanc de Weimar
- 1841 	Ordre de Saint-Vladimir IVe classe par le tsar russe

De plus, Heinrich Cotta fut élu, lors de la 7e Assemblée des agriculteurs et sylviculteurs allemands, à Altenburg, président d’honneur de la section forestière. En même temps on décida de lui dédier un « Album Cotta » forestier, une collection d’essais. Cet ouvrage, qui lui fut présenté le 4 octobre 1844 dans sa maison, fut le dernier hommage que Cotta put encore accepter personnellement.
Après la biographie publiée en 1855 par Ludwig Bechstein, sur son oncle et père adoptif Johann Matthäus Bechstein, Heinrich Cotta fut seulement le deuxième forestier allemand pour lequel fut rédigé une biographie indépendante sous forme de livre. L’ouvrage, en même temps une thèse d’habilitation, Heinrich Cotta, Vie et Œuvre d’un forestier allemand, par Albert Richter, parut en 1950 aux Éditions Neumann, Radebeul et Berlin.

## Monuments
Mis à part Tharandt, où se trouvent plusieurs monuments en honneur de Cotta, son héritage est maintenu vivant avec beaucoup de soin à l'endroit de sa naissance et au lieu de ses premières activités, à Zillbach. Il y a une place Heinrich-Cotta avec pierre commémorative pour le célèbre fils du village. La plantation établie, à l’époque, par Cotta est encore en fonction. Le 12 juin 2000, fut encore fondé le Freundeskreis Heinrich Cotta e.V. Zillbach (Cercle d’amis de Heinrich Cotta Zillbach). Il s’est posé comme objectif la culture du legs culturel de Heinrich Cotta.
Il existe une rue Heinrich-Cotta à Zillbach, à Tharandt, mais également à Dresde. À Berlin-Pankow, la rue Cotta est nommée d’après lui. À Sitzendorf on peut explorer le sentier de la nature Heinrich-Cotta et à Hammerunterwiesenthal se trouve la pépinière forestière Heinrich-Cotta.
Lors de l’anniversaire des 175 années d’enseignement forestier à Tharandt, on créa une médaille commémorative dont la face montre le bâtiment de l’ancienne académie forestière, le verso un profil de Heinrich Cotta.